# Nealeurodicus fallax
Nealeurodicus fallax là một loài côn trùng cánh nửa trong họ Aleyrodidae, phân họ Aleurodicinae.
Nealeurodicus fallax được Martin miêu tả khoa học đầu tiên năm 2004.